# Leichtathletik-Halleneuropameisterschaften 2017/Teilnehmer (Schweiz)
| Gelbes Symbol für Goldmedaillen mit stilisierten Olympischen Ringen | Graues Symbol für Silbermedaillen mit stilisierten Olympischen Ringen | Braundes Symbol für Bronzemedaillen mit stilisierten Olympischen Ringen |
| ------------------------------------------------------------------- | --------------------------------------------------------------------- | ----------------------------------------------------------------------- |
| 1                                                                   | —                                                                     | 1                                                                       |

Aus der Schweiz starteten acht Athletinnen und fünf Athleten bei den Leichtathletik-Halleneuropameisterschaften 2017 in Belgrad, die zwei Medaillen (1 × Gold und nachträglich 1 × Bronze) errangen sowie einen Landesrekord aufstellten.
Die Selektionskommission des Schweizer Leichtathletikverbandes Swiss Athletics hatte 14 Schweizer Sportlerinnen und Sportler selektioniert, darunter auch Stabhochspringerin Angelica Moser vorbehaltlich der Einladung durch den Europäischen Leichtathletikverband (EAA), die später dann ausgesprochen wurde. Mehrkämpferin Caroline Agnou hatte bereits auf Grund ihrer Position in der europäischen Saisonbestenliste eine Einladungen vom EAA erhalten. Die schon selektionierte Nicole Büchler musste wegen eines Bandscheibenvorfalls kurzfristig ihre Teilnahme absagen.
Weit- und Dreispringer Christopher Ullmann hatte die EM-Norm nicht erfüllt und war nicht nominiert worden.

## Ergebnisse

### Frauen

#### Laufdisziplinen
| Athletin          | Disziplin | Vorlauf     | Vorlauf | Halbfinale         | Halbfinale         | Finale             | Finale             |
| Athletin          | Disziplin | Zeit        | Platz   | Zeit               | Platz              | Zeit               | Platz              |
| ----------------- | --------- | ----------- | ------- | ------------------ | ------------------ | ------------------ | ------------------ |
| Sarah Atcho       | 60 m      | 7,36 s      | 12      | 7,32 s PB          | 8                  | nicht qualifiziert | nicht qualifiziert |
| Ajla Del Ponte    | 60 m      | 7,35 s PB   | 9       | 7,39 s             | 11                 | nicht qualifiziert | nicht qualifiziert |
| Mujinga Kambundji | 60 m      | 7,24 s      | 3       | 7,19 s             | 1                  | 7,16 s SB          | Bronze             |
| Sarah Atcho       | 400 m     | 54,21 s     | 21      | nicht qualifiziert | nicht qualifiziert | nicht qualifiziert | nicht qualifiziert |
| Yasmin Giger      | 400 m     | 54,76 s     | 25      | nicht qualifiziert | nicht qualifiziert | nicht qualifiziert | nicht qualifiziert |
| Léa Sprunger      | 400 m     | 52,55 s     | 1       | 52,17 s            | 1                  | 53,08 s            | 5                  |
| Selina Büchel     | 800 m     | 2:03,11 min | 2       | 2:03,23 min        | 6                  | 2:03,38 min        | Gold               |

#### Sprung/Wurf
| Athletin       | Disziplin      | Qualifikation | Qualifikation | Finale    | Finale |
| Athletin       | Disziplin      | Höhe          | Platz         | Höhe      | Platz  |
| -------------- | -------------- | ------------- | ------------- | --------- | ------ |
| Angelica Moser | Stabhochsprung | –––           | –––           | 4,40 m SB | 11     |

#### Fünfkampf
| Athletin       | Disziplin | 60 m Hürden | Hochsprung | Kugelstoßen | Weitsprung | 800 m       | Punkte | Platz |
| -------------- | --------- | ----------- | ---------- | ----------- | ---------- | ----------- | ------ | ----- |
| Caroline Agnou | Ergebnis  | 8,61 s      | 1,69 m     | 13,38 m     | 5,85 m     | 2:23,44 min | 4169   | 13    |
| Caroline Agnou | Punkte    | 993         | 842        | 753         | 804        | 777         | 4169   | 13    |

### Männer

#### Laufdisziplinen
| Athlet           | Disziplin | Vorlauf     | Vorlauf | Halbfinale         | Halbfinale         | Finale             | Finale             |
| Athlet           | Disziplin | Zeit        | Platz   | Zeit               | Platz              | Zeit               | Platz              |
| ---------------- | --------- | ----------- | ------- | ------------------ | ------------------ | ------------------ | ------------------ |
| Pascal Mancini   | 60 m      | 6,76 s      | 13      | 6,66 s             | 6                  | 6,70 s             | 6                  |
| Luca Flück       | 400 m     | 48,29 s     | 21      | nicht qualifiziert | nicht qualifiziert | nicht qualifiziert | nicht qualifiziert |
| Hugo Santacruz   | 800 m     | 1:52,61 min | 21      | nicht qualifiziert | nicht qualifiziert | nicht qualifiziert | nicht qualifiziert |
| Jan Hochstrasser | 1500 m    | 3:49,49 min | 14      | –––                | –––                | nicht qualifiziert | nicht qualifiziert |

#### Sprung/Wurf
| Athlet           | Disziplin  | Qualifikation | Qualifikation | Finale             | Finale             |
| Athlet           | Disziplin  | Weite         | Platz         | Weite              | Platz              |
| ---------------- | ---------- | ------------- | ------------- | ------------------ | ------------------ |
| Benjamin Gföhler | Weitsprung | 7,63 m        | 13            | nicht qualifiziert | nicht qualifiziert |